# یواس‌سی‌جی‌سی بیترسوییت (دبلیوال‌بی-۳۸۹)
یواس‌سی‌جی‌سی بیترسوییت (دبلیوال‌بی-۳۸۹) (به انگلیسی: USCGC Bittersweet (WLB-389)) یک کشتی است که طول آن ۱۸۰ فوت (۵۵ متر) Length overall می‌باشد. این کشتی در سال ۱۹۴۴ ساخته شد.